# Interestatal 27
La Interestatal 27 (abreviada I-27) es una autopista interestatal ubicada en el estado de Texas. La autopista inicia en el Sur desde la US 87 en Lubbock, TX hacia el Norte en la I-40 en Amarillo, TX. La autopista tiene una longitud de 199,8 km (124.13 mi).

## Mantenimiento
Al igual que las carreteras estatales, las carreteras federales, la Interestatal 27 es administrada y mantenida por el Departamento de Transporte de Texas por sus siglas en inglés TxDOT.

## Cruces
La Interestatal 27 es atravesada principalmente por la 
- US 84 en Lubbock, TX
- US 62 en Lubbock, TX
- US 82 en Lubbock, TX
- US 70 cerca de Plainview, TX
- US 60 en Canyon, TX.